# Poecile
Pour les articles homonymes, voir Poecile.
Genre
Poecile est un genre de passereaux regroupant des espèces de mésanges caractérisées par un plumage brunâtre, une calotte et une bavette sombres.

## Taxinomie
À la suite de l'étude de Johansson et al. (2013) sur les relations phylogéniques des espèces au sein de la famille des Paridae, le genre Poecile est redéfini pour être monophylétique. Le Congrès ornithologique international répercute ces changements dans sa classification de référence version 3.5 (2013), et la Mésange variée (Poecile varius) est déplacée vers le genre Sittiparus.
|  | Mésange à sourcils blancs (Poecile superciliosus) |
|  |                                                   |
|  | Mésange lugubre (Poecile lugubris)                |
|  |                                                   |

|  | Mésange lapone (Poecile cinctus)                                                                                       |
|  | |
|  | \| \| Mésange à dos marron (Poecile rufescens) \| \| \| \| \| \| Mésange à tête brune (Poecile hudsonicus) \| \| \| \| |
|  | |
|  | Mésange à dos marron (Poecile rufescens)                                                                               |
|  | |
|  | Mésange à tête brune (Poecile hudsonicus)                                                                              |
|  | |

|  | Mésange à dos marron (Poecile rufescens)  |
|  |                                           |
|  | Mésange à tête brune (Poecile hudsonicus) |
|  |                                           |

|  | Mésange de Caroline (Poecile carolinensis)                                                                          |
|  | |
|  | \| \| Mésange à tête noire (Poecile atricapillus) \| \| \| \| \| \| Mésange de Gambel (Poecile gambeli) \| \| \| \| |
|  | |
|  | Mésange à tête noire (Poecile atricapillus)                                                                         |
|  | |
|  | Mésange de Gambel (Poecile gambeli)                                                                                 |
|  | |

|  | Mésange à tête noire (Poecile atricapillus) |
|  |                                             |
|  | Mésange de Gambel (Poecile gambeli)         |
|  |                                             |

|  | Mésange de Caroline (Poecile carolinensis)                                                                          |
|  | |
|  | \| \| Mésange à tête noire (Poecile atricapillus) \| \| \| \| \| \| Mésange de Gambel (Poecile gambeli) \| \| \| \| |
|  | |
|  | Mésange à tête noire (Poecile atricapillus)                                                                         |
|  | |
|  | Mésange de Gambel (Poecile gambeli)                                                                                 |
|  | |

|  | Mésange à tête noire (Poecile atricapillus) |
|  |                                             |
|  | Mésange de Gambel (Poecile gambeli)         |
|  |                                             |

|  | Mésange de Caroline (Poecile carolinensis)                                                                          |
|  | |
|  | \| \| Mésange à tête noire (Poecile atricapillus) \| \| \| \| \| \| Mésange de Gambel (Poecile gambeli) \| \| \| \| |
|  | |
|  | Mésange à tête noire (Poecile atricapillus)                                                                         |
|  | |
|  | Mésange de Gambel (Poecile gambeli)                                                                                 |
|  | |

|  | Mésange à tête noire (Poecile atricapillus) |
|  |                                             |
|  | Mésange de Gambel (Poecile gambeli)         |
|  |                                             |

|  | Mésange de Caroline (Poecile carolinensis)                                                                          |
|  | |
|  | \| \| Mésange à tête noire (Poecile atricapillus) \| \| \| \| \| \| Mésange de Gambel (Poecile gambeli) \| \| \| \| |
|  | |
|  | Mésange à tête noire (Poecile atricapillus)                                                                         |
|  | |
|  | Mésange de Gambel (Poecile gambeli)                                                                                 |
|  | |

|  | Mésange à tête noire (Poecile atricapillus) |
|  |                                             |
|  | Mésange de Gambel (Poecile gambeli)         |
|  |                                             |

|  | Mésange lapone (Poecile cinctus)                                                                                       |
|  | |
|  | \| \| Mésange à dos marron (Poecile rufescens) \| \| \| \| \| \| Mésange à tête brune (Poecile hudsonicus) \| \| \| \| |
|  | |
|  | Mésange à dos marron (Poecile rufescens)                                                                               |
|  | |
|  | Mésange à tête brune (Poecile hudsonicus)                                                                              |
|  | |

|  | Mésange à dos marron (Poecile rufescens)  |
|  |                                           |
|  | Mésange à tête brune (Poecile hudsonicus) |
|  |                                           |

|  | Mésange de Caroline (Poecile carolinensis)                                                                          |
|  | |
|  | \| \| Mésange à tête noire (Poecile atricapillus) \| \| \| \| \| \| Mésange de Gambel (Poecile gambeli) \| \| \| \| |
|  | |
|  | Mésange à tête noire (Poecile atricapillus)                                                                         |
|  | |
|  | Mésange de Gambel (Poecile gambeli)                                                                                 |
|  | |

|  | Mésange à tête noire (Poecile atricapillus) |
|  |                                             |
|  | Mésange de Gambel (Poecile gambeli)         |
|  |                                             |

|  | Mésange de Caroline (Poecile carolinensis)                                                                          |
|  | |
|  | \| \| Mésange à tête noire (Poecile atricapillus) \| \| \| \| \| \| Mésange de Gambel (Poecile gambeli) \| \| \| \| |
|  | |
|  | Mésange à tête noire (Poecile atricapillus)                                                                         |
|  | |
|  | Mésange de Gambel (Poecile gambeli)                                                                                 |
|  | |

|  | Mésange à tête noire (Poecile atricapillus) |
|  |                                             |
|  | Mésange de Gambel (Poecile gambeli)         |
|  |                                             |

|  | Mésange de Caroline (Poecile carolinensis)                                                                          |
|  | |
|  | \| \| Mésange à tête noire (Poecile atricapillus) \| \| \| \| \| \| Mésange de Gambel (Poecile gambeli) \| \| \| \| |
|  | |
|  | Mésange à tête noire (Poecile atricapillus)                                                                         |
|  | |
|  | Mésange de Gambel (Poecile gambeli)                                                                                 |
|  | |

|  | Mésange à tête noire (Poecile atricapillus) |
|  |                                             |
|  | Mésange de Gambel (Poecile gambeli)         |
|  |                                             |

|  | Mésange de Caroline (Poecile carolinensis)                                                                          |
|  | |
|  | \| \| Mésange à tête noire (Poecile atricapillus) \| \| \| \| \| \| Mésange de Gambel (Poecile gambeli) \| \| \| \| |
|  | |
|  | Mésange à tête noire (Poecile atricapillus)                                                                         |
|  | |
|  | Mésange de Gambel (Poecile gambeli)                                                                                 |
|  | |

|  | Mésange à tête noire (Poecile atricapillus) |
|  |                                             |
|  | Mésange de Gambel (Poecile gambeli)         |
|  |                                             |

|  | Mésange à bavette (Poecile hypermelaenus) |
|  |                                           |
|  | Mésange nonnette (Poecile palustris)      |
|  |                                           |

|  | Mésange de Weigold (Poecile weigoldicus)                                                                 |
|  | |
|  | \| \| Mésange d'Iran (Poecile hyrcanus) \| \| \| \| \| \| Mésange boréale (Poecile montanus) \| \| \| \| |
|  | |
|  | Mésange d'Iran (Poecile hyrcanus)                                                                        |
|  | |
|  | Mésange boréale (Poecile montanus)                                                                       |
|  | |

|  | Mésange d'Iran (Poecile hyrcanus)  |
|  |                                    |
|  | Mésange boréale (Poecile montanus) |
|  |                                    |

|  | Mésange à bavette (Poecile hypermelaenus) |
|  |                                           |
|  | Mésange nonnette (Poecile palustris)      |
|  |                                           |

|  | Mésange de Weigold (Poecile weigoldicus)                                                                 |
|  | |
|  | \| \| Mésange d'Iran (Poecile hyrcanus) \| \| \| \| \| \| Mésange boréale (Poecile montanus) \| \| \| \| |
|  | |
|  | Mésange d'Iran (Poecile hyrcanus)                                                                        |
|  | |
|  | Mésange boréale (Poecile montanus)                                                                       |
|  | |

|  | Mésange d'Iran (Poecile hyrcanus)  |
|  |                                    |
|  | Mésange boréale (Poecile montanus) |
|  |                                    |

|  | Mésange à bavette (Poecile hypermelaenus) |
|  |                                           |
|  | Mésange nonnette (Poecile palustris)      |
|  |                                           |

|  | Mésange de Weigold (Poecile weigoldicus)                                                                 |
|  | |
|  | \| \| Mésange d'Iran (Poecile hyrcanus) \| \| \| \| \| \| Mésange boréale (Poecile montanus) \| \| \| \| |
|  | |
|  | Mésange d'Iran (Poecile hyrcanus)                                                                        |
|  | |
|  | Mésange boréale (Poecile montanus)                                                                       |
|  | |

|  | Mésange d'Iran (Poecile hyrcanus)  |
|  |                                    |
|  | Mésange boréale (Poecile montanus) |
|  |                                    |

|  | Mésange à bavette (Poecile hypermelaenus) |
|  |                                           |
|  | Mésange nonnette (Poecile palustris)      |
|  |                                           |

|  | Mésange de Weigold (Poecile weigoldicus)                                                                 |
|  | |
|  | \| \| Mésange d'Iran (Poecile hyrcanus) \| \| \| \| \| \| Mésange boréale (Poecile montanus) \| \| \| \| |
|  | |
|  | Mésange d'Iran (Poecile hyrcanus)                                                                        |
|  | |
|  | Mésange boréale (Poecile montanus)                                                                       |
|  | |

|  | Mésange d'Iran (Poecile hyrcanus)  |
|  |                                    |
|  | Mésange boréale (Poecile montanus) |
|  |                                    |

|  | Mésange lapone (Poecile cinctus)                                                                                       |
|  | |
|  | \| \| Mésange à dos marron (Poecile rufescens) \| \| \| \| \| \| Mésange à tête brune (Poecile hudsonicus) \| \| \| \| |
|  | |
|  | Mésange à dos marron (Poecile rufescens)                                                                               |
|  | |
|  | Mésange à tête brune (Poecile hudsonicus)                                                                              |
|  | |

|  | Mésange à dos marron (Poecile rufescens)  |
|  |                                           |
|  | Mésange à tête brune (Poecile hudsonicus) |
|  |                                           |

|  | Mésange de Caroline (Poecile carolinensis)                                                                          |
|  | |
|  | \| \| Mésange à tête noire (Poecile atricapillus) \| \| \| \| \| \| Mésange de Gambel (Poecile gambeli) \| \| \| \| |
|  | |
|  | Mésange à tête noire (Poecile atricapillus)                                                                         |
|  | |
|  | Mésange de Gambel (Poecile gambeli)                                                                                 |
|  | |

|  | Mésange à tête noire (Poecile atricapillus) |
|  |                                             |
|  | Mésange de Gambel (Poecile gambeli)         |
|  |                                             |

|  | Mésange de Caroline (Poecile carolinensis)                                                                          |
|  | |
|  | \| \| Mésange à tête noire (Poecile atricapillus) \| \| \| \| \| \| Mésange de Gambel (Poecile gambeli) \| \| \| \| |
|  | |
|  | Mésange à tête noire (Poecile atricapillus)                                                                         |
|  | |
|  | Mésange de Gambel (Poecile gambeli)                                                                                 |
|  | |

|  | Mésange à tête noire (Poecile atricapillus) |
|  |                                             |
|  | Mésange de Gambel (Poecile gambeli)         |
|  |                                             |

|  | Mésange de Caroline (Poecile carolinensis)                                                                          |
|  | |
|  | \| \| Mésange à tête noire (Poecile atricapillus) \| \| \| \| \| \| Mésange de Gambel (Poecile gambeli) \| \| \| \| |
|  | |
|  | Mésange à tête noire (Poecile atricapillus)                                                                         |
|  | |
|  | Mésange de Gambel (Poecile gambeli)                                                                                 |
|  | |

|  | Mésange à tête noire (Poecile atricapillus) |
|  |                                             |
|  | Mésange de Gambel (Poecile gambeli)         |
|  |                                             |

|  | Mésange de Caroline (Poecile carolinensis)                                                                          |
|  | |
|  | \| \| Mésange à tête noire (Poecile atricapillus) \| \| \| \| \| \| Mésange de Gambel (Poecile gambeli) \| \| \| \| |
|  | |
|  | Mésange à tête noire (Poecile atricapillus)                                                                         |
|  | |
|  | Mésange de Gambel (Poecile gambeli)                                                                                 |
|  | |

|  | Mésange à tête noire (Poecile atricapillus) |
|  |                                             |
|  | Mésange de Gambel (Poecile gambeli)         |
|  |                                             |

|  | Mésange lapone (Poecile cinctus)                                                                                       |
|  | |
|  | \| \| Mésange à dos marron (Poecile rufescens) \| \| \| \| \| \| Mésange à tête brune (Poecile hudsonicus) \| \| \| \| |
|  | |
|  | Mésange à dos marron (Poecile rufescens)                                                                               |
|  | |
|  | Mésange à tête brune (Poecile hudsonicus)                                                                              |
|  | |

|  | Mésange à dos marron (Poecile rufescens)  |
|  |                                           |
|  | Mésange à tête brune (Poecile hudsonicus) |
|  |                                           |

|  | Mésange de Caroline (Poecile carolinensis)                                                                          |
|  | |
|  | \| \| Mésange à tête noire (Poecile atricapillus) \| \| \| \| \| \| Mésange de Gambel (Poecile gambeli) \| \| \| \| |
|  | |
|  | Mésange à tête noire (Poecile atricapillus)                                                                         |
|  | |
|  | Mésange de Gambel (Poecile gambeli)                                                                                 |
|  | |

|  | Mésange à tête noire (Poecile atricapillus) |
|  |                                             |
|  | Mésange de Gambel (Poecile gambeli)         |
|  |                                             |

|  | Mésange de Caroline (Poecile carolinensis)                                                                          |
|  | |
|  | \| \| Mésange à tête noire (Poecile atricapillus) \| \| \| \| \| \| Mésange de Gambel (Poecile gambeli) \| \| \| \| |
|  | |
|  | Mésange à tête noire (Poecile atricapillus)                                                                         |
|  | |
|  | Mésange de Gambel (Poecile gambeli)                                                                                 |
|  | |

|  | Mésange à tête noire (Poecile atricapillus) |
|  |                                             |
|  | Mésange de Gambel (Poecile gambeli)         |
|  |                                             |

|  | Mésange de Caroline (Poecile carolinensis)                                                                          |
|  | |
|  | \| \| Mésange à tête noire (Poecile atricapillus) \| \| \| \| \| \| Mésange de Gambel (Poecile gambeli) \| \| \| \| |
|  | |
|  | Mésange à tête noire (Poecile atricapillus)                                                                         |
|  | |
|  | Mésange de Gambel (Poecile gambeli)                                                                                 |
|  | |

|  | Mésange à tête noire (Poecile atricapillus) |
|  |                                             |
|  | Mésange de Gambel (Poecile gambeli)         |
|  |                                             |

|  | Mésange de Caroline (Poecile carolinensis)                                                                          |
|  | |
|  | \| \| Mésange à tête noire (Poecile atricapillus) \| \| \| \| \| \| Mésange de Gambel (Poecile gambeli) \| \| \| \| |
|  | |
|  | Mésange à tête noire (Poecile atricapillus)                                                                         |
|  | |
|  | Mésange de Gambel (Poecile gambeli)                                                                                 |
|  | |

|  | Mésange à tête noire (Poecile atricapillus) |
|  |                                             |
|  | Mésange de Gambel (Poecile gambeli)         |
|  |                                             |

|  | Mésange à bavette (Poecile hypermelaenus) |
|  |                                           |
|  | Mésange nonnette (Poecile palustris)      |
|  |                                           |

|  | Mésange de Weigold (Poecile weigoldicus)                                                                 |
|  | |
|  | \| \| Mésange d'Iran (Poecile hyrcanus) \| \| \| \| \| \| Mésange boréale (Poecile montanus) \| \| \| \| |
|  | |
|  | Mésange d'Iran (Poecile hyrcanus)                                                                        |
|  | |
|  | Mésange boréale (Poecile montanus)                                                                       |
|  | |

|  | Mésange d'Iran (Poecile hyrcanus)  |
|  |                                    |
|  | Mésange boréale (Poecile montanus) |
|  |                                    |

|  | Mésange à bavette (Poecile hypermelaenus) |
|  |                                           |
|  | Mésange nonnette (Poecile palustris)      |
|  |                                           |

|  | Mésange de Weigold (Poecile weigoldicus)                                                                 |
|  | |
|  | \| \| Mésange d'Iran (Poecile hyrcanus) \| \| \| \| \| \| Mésange boréale (Poecile montanus) \| \| \| \| |
|  | |
|  | Mésange d'Iran (Poecile hyrcanus)                                                                        |
|  | |
|  | Mésange boréale (Poecile montanus)                                                                       |
|  | |

|  | Mésange d'Iran (Poecile hyrcanus)  |
|  |                                    |
|  | Mésange boréale (Poecile montanus) |
|  |                                    |

|  | Mésange à bavette (Poecile hypermelaenus) |
|  |                                           |
|  | Mésange nonnette (Poecile palustris)      |
|  |                                           |

|  | Mésange de Weigold (Poecile weigoldicus)                                                                 |
|  | |
|  | \| \| Mésange d'Iran (Poecile hyrcanus) \| \| \| \| \| \| Mésange boréale (Poecile montanus) \| \| \| \| |
|  | |
|  | Mésange d'Iran (Poecile hyrcanus)                                                                        |
|  | |
|  | Mésange boréale (Poecile montanus)                                                                       |
|  | |

|  | Mésange d'Iran (Poecile hyrcanus)  |
|  |                                    |
|  | Mésange boréale (Poecile montanus) |
|  |                                    |

|  | Mésange à bavette (Poecile hypermelaenus) |
|  |                                           |
|  | Mésange nonnette (Poecile palustris)      |
|  |                                           |

|  | Mésange de Weigold (Poecile weigoldicus)                                                                 |
|  | |
|  | \| \| Mésange d'Iran (Poecile hyrcanus) \| \| \| \| \| \| Mésange boréale (Poecile montanus) \| \| \| \| |
|  | |
|  | Mésange d'Iran (Poecile hyrcanus)                                                                        |
|  | |
|  | Mésange boréale (Poecile montanus)                                                                       |
|  | |

|  | Mésange d'Iran (Poecile hyrcanus)  |
|  |                                    |
|  | Mésange boréale (Poecile montanus) |
|  |                                    |

|  | Mésange à sourcils blancs (Poecile superciliosus) |
|  |                                                   |
|  | Mésange lugubre (Poecile lugubris)                |
|  |                                                   |

|  | Mésange lapone (Poecile cinctus)                                                                                       |
|  | |
|  | \| \| Mésange à dos marron (Poecile rufescens) \| \| \| \| \| \| Mésange à tête brune (Poecile hudsonicus) \| \| \| \| |
|  | |
|  | Mésange à dos marron (Poecile rufescens)                                                                               |
|  | |
|  | Mésange à tête brune (Poecile hudsonicus)                                                                              |
|  | |

|  | Mésange à dos marron (Poecile rufescens)  |
|  |                                           |
|  | Mésange à tête brune (Poecile hudsonicus) |
|  |                                           |

|  | Mésange de Caroline (Poecile carolinensis)                                                                          |
|  | |
|  | \| \| Mésange à tête noire (Poecile atricapillus) \| \| \| \| \| \| Mésange de Gambel (Poecile gambeli) \| \| \| \| |
|  | |
|  | Mésange à tête noire (Poecile atricapillus)                                                                         |
|  | |
|  | Mésange de Gambel (Poecile gambeli)                                                                                 |
|  | |

|  | Mésange à tête noire (Poecile atricapillus) |
|  |                                             |
|  | Mésange de Gambel (Poecile gambeli)         |
|  |                                             |

|  | Mésange de Caroline (Poecile carolinensis)                                                                          |
|  | |
|  | \| \| Mésange à tête noire (Poecile atricapillus) \| \| \| \| \| \| Mésange de Gambel (Poecile gambeli) \| \| \| \| |
|  | |
|  | Mésange à tête noire (Poecile atricapillus)                                                                         |
|  | |
|  | Mésange de Gambel (Poecile gambeli)                                                                                 |
|  | |

|  | Mésange à tête noire (Poecile atricapillus) |
|  |                                             |
|  | Mésange de Gambel (Poecile gambeli)         |
|  |                                             |

|  | Mésange de Caroline (Poecile carolinensis)                                                                          |
|  | |
|  | \| \| Mésange à tête noire (Poecile atricapillus) \| \| \| \| \| \| Mésange de Gambel (Poecile gambeli) \| \| \| \| |
|  | |
|  | Mésange à tête noire (Poecile atricapillus)                                                                         |
|  | |
|  | Mésange de Gambel (Poecile gambeli)                                                                                 |
|  | |

|  | Mésange à tête noire (Poecile atricapillus) |
|  |                                             |
|  | Mésange de Gambel (Poecile gambeli)         |
|  |                                             |

|  | Mésange de Caroline (Poecile carolinensis)                                                                          |
|  | |
|  | \| \| Mésange à tête noire (Poecile atricapillus) \| \| \| \| \| \| Mésange de Gambel (Poecile gambeli) \| \| \| \| |
|  | |
|  | Mésange à tête noire (Poecile atricapillus)                                                                         |
|  | |
|  | Mésange de Gambel (Poecile gambeli)                                                                                 |
|  | |

|  | Mésange à tête noire (Poecile atricapillus) |
|  |                                             |
|  | Mésange de Gambel (Poecile gambeli)         |
|  |                                             |

|  | Mésange lapone (Poecile cinctus)                                                                                       |
|  | |
|  | \| \| Mésange à dos marron (Poecile rufescens) \| \| \| \| \| \| Mésange à tête brune (Poecile hudsonicus) \| \| \| \| |
|  | |
|  | Mésange à dos marron (Poecile rufescens)                                                                               |
|  | |
|  | Mésange à tête brune (Poecile hudsonicus)                                                                              |
|  | |

|  | Mésange à dos marron (Poecile rufescens)  |
|  |                                           |
|  | Mésange à tête brune (Poecile hudsonicus) |
|  |                                           |

|  | Mésange de Caroline (Poecile carolinensis)                                                                          |
|  | |
|  | \| \| Mésange à tête noire (Poecile atricapillus) \| \| \| \| \| \| Mésange de Gambel (Poecile gambeli) \| \| \| \| |
|  | |
|  | Mésange à tête noire (Poecile atricapillus)                                                                         |
|  | |
|  | Mésange de Gambel (Poecile gambeli)                                                                                 |
|  | |

|  | Mésange à tête noire (Poecile atricapillus) |
|  |                                             |
|  | Mésange de Gambel (Poecile gambeli)         |
|  |                                             |

|  | Mésange de Caroline (Poecile carolinensis)                                                                          |
|  | |
|  | \| \| Mésange à tête noire (Poecile atricapillus) \| \| \| \| \| \| Mésange de Gambel (Poecile gambeli) \| \| \| \| |
|  | |
|  | Mésange à tête noire (Poecile atricapillus)                                                                         |
|  | |
|  | Mésange de Gambel (Poecile gambeli)                                                                                 |
|  | |

|  | Mésange à tête noire (Poecile atricapillus) |
|  |                                             |
|  | Mésange de Gambel (Poecile gambeli)         |
|  |                                             |

|  | Mésange de Caroline (Poecile carolinensis)                                                                          |
|  | |
|  | \| \| Mésange à tête noire (Poecile atricapillus) \| \| \| \| \| \| Mésange de Gambel (Poecile gambeli) \| \| \| \| |
|  | |
|  | Mésange à tête noire (Poecile atricapillus)                                                                         |
|  | |
|  | Mésange de Gambel (Poecile gambeli)                                                                                 |
|  | |

|  | Mésange à tête noire (Poecile atricapillus) |
|  |                                             |
|  | Mésange de Gambel (Poecile gambeli)         |
|  |                                             |

|  | Mésange de Caroline (Poecile carolinensis)                                                                          |
|  | |
|  | \| \| Mésange à tête noire (Poecile atricapillus) \| \| \| \| \| \| Mésange de Gambel (Poecile gambeli) \| \| \| \| |
|  | |
|  | Mésange à tête noire (Poecile atricapillus)                                                                         |
|  | |
|  | Mésange de Gambel (Poecile gambeli)                                                                                 |
|  | |

|  | Mésange à tête noire (Poecile atricapillus) |
|  |                                             |
|  | Mésange de Gambel (Poecile gambeli)         |
|  |                                             |

|  | Mésange à bavette (Poecile hypermelaenus) |
|  |                                           |
|  | Mésange nonnette (Poecile palustris)      |
|  |                                           |

|  | Mésange de Weigold (Poecile weigoldicus)                                                                 |
|  | |
|  | \| \| Mésange d'Iran (Poecile hyrcanus) \| \| \| \| \| \| Mésange boréale (Poecile montanus) \| \| \| \| |
|  | |
|  | Mésange d'Iran (Poecile hyrcanus)                                                                        |
|  | |
|  | Mésange boréale (Poecile montanus)                                                                       |
|  | |

|  | Mésange d'Iran (Poecile hyrcanus)  |
|  |                                    |
|  | Mésange boréale (Poecile montanus) |
|  |                                    |

|  | Mésange à bavette (Poecile hypermelaenus) |
|  |                                           |
|  | Mésange nonnette (Poecile palustris)      |
|  |                                           |

|  | Mésange de Weigold (Poecile weigoldicus)                                                                 |
|  | |
|  | \| \| Mésange d'Iran (Poecile hyrcanus) \| \| \| \| \| \| Mésange boréale (Poecile montanus) \| \| \| \| |
|  | |
|  | Mésange d'Iran (Poecile hyrcanus)                                                                        |
|  | |
|  | Mésange boréale (Poecile montanus)                                                                       |
|  | |

|  | Mésange d'Iran (Poecile hyrcanus)  |
|  |                                    |
|  | Mésange boréale (Poecile montanus) |
|  |                                    |

|  | Mésange à bavette (Poecile hypermelaenus) |
|  |                                           |
|  | Mésange nonnette (Poecile palustris)      |
|  |                                           |

|  | Mésange de Weigold (Poecile weigoldicus)                                                                 |
|  | |
|  | \| \| Mésange d'Iran (Poecile hyrcanus) \| \| \| \| \| \| Mésange boréale (Poecile montanus) \| \| \| \| |
|  | |
|  | Mésange d'Iran (Poecile hyrcanus)                                                                        |
|  | |
|  | Mésange boréale (Poecile montanus)                                                                       |
|  | |

|  | Mésange d'Iran (Poecile hyrcanus)  |
|  |                                    |
|  | Mésange boréale (Poecile montanus) |
|  |                                    |

|  | Mésange à bavette (Poecile hypermelaenus) |
|  |                                           |
|  | Mésange nonnette (Poecile palustris)      |
|  |                                           |

|  | Mésange de Weigold (Poecile weigoldicus)                                                                 |
|  | |
|  | \| \| Mésange d'Iran (Poecile hyrcanus) \| \| \| \| \| \| Mésange boréale (Poecile montanus) \| \| \| \| |
|  | |
|  | Mésange d'Iran (Poecile hyrcanus)                                                                        |
|  | |
|  | Mésange boréale (Poecile montanus)                                                                       |
|  | |

|  | Mésange d'Iran (Poecile hyrcanus)  |
|  |                                    |
|  | Mésange boréale (Poecile montanus) |
|  |                                    |

|  | Mésange lapone (Poecile cinctus)                                                                                       |
|  | |
|  | \| \| Mésange à dos marron (Poecile rufescens) \| \| \| \| \| \| Mésange à tête brune (Poecile hudsonicus) \| \| \| \| |
|  | |
|  | Mésange à dos marron (Poecile rufescens)                                                                               |
|  | |
|  | Mésange à tête brune (Poecile hudsonicus)                                                                              |
|  | |

|  | Mésange à dos marron (Poecile rufescens)  |
|  |                                           |
|  | Mésange à tête brune (Poecile hudsonicus) |
|  |                                           |

|  | Mésange de Caroline (Poecile carolinensis)                                                                          |
|  | |
|  | \| \| Mésange à tête noire (Poecile atricapillus) \| \| \| \| \| \| Mésange de Gambel (Poecile gambeli) \| \| \| \| |
|  | |
|  | Mésange à tête noire (Poecile atricapillus)                                                                         |
|  | |
|  | Mésange de Gambel (Poecile gambeli)                                                                                 |
|  | |

|  | Mésange à tête noire (Poecile atricapillus) |
|  |                                             |
|  | Mésange de Gambel (Poecile gambeli)         |
|  |                                             |

|  | Mésange de Caroline (Poecile carolinensis)                                                                          |
|  | |
|  | \| \| Mésange à tête noire (Poecile atricapillus) \| \| \| \| \| \| Mésange de Gambel (Poecile gambeli) \| \| \| \| |
|  | |
|  | Mésange à tête noire (Poecile atricapillus)                                                                         |
|  | |
|  | Mésange de Gambel (Poecile gambeli)                                                                                 |
|  | |

|  | Mésange à tête noire (Poecile atricapillus) |
|  |                                             |
|  | Mésange de Gambel (Poecile gambeli)         |
|  |                                             |

|  | Mésange de Caroline (Poecile carolinensis)                                                                          |
|  | |
|  | \| \| Mésange à tête noire (Poecile atricapillus) \| \| \| \| \| \| Mésange de Gambel (Poecile gambeli) \| \| \| \| |
|  | |
|  | Mésange à tête noire (Poecile atricapillus)                                                                         |
|  | |
|  | Mésange de Gambel (Poecile gambeli)                                                                                 |
|  | |

|  | Mésange à tête noire (Poecile atricapillus) |
|  |                                             |
|  | Mésange de Gambel (Poecile gambeli)         |
|  |                                             |

|  | Mésange de Caroline (Poecile carolinensis)                                                                          |
|  | |
|  | \| \| Mésange à tête noire (Poecile atricapillus) \| \| \| \| \| \| Mésange de Gambel (Poecile gambeli) \| \| \| \| |
|  | |
|  | Mésange à tête noire (Poecile atricapillus)                                                                         |
|  | |
|  | Mésange de Gambel (Poecile gambeli)                                                                                 |
|  | |

|  | Mésange à tête noire (Poecile atricapillus) |
|  |                                             |
|  | Mésange de Gambel (Poecile gambeli)         |
|  |                                             |

|  | Mésange lapone (Poecile cinctus)                                                                                       |
|  | |
|  | \| \| Mésange à dos marron (Poecile rufescens) \| \| \| \| \| \| Mésange à tête brune (Poecile hudsonicus) \| \| \| \| |
|  | |
|  | Mésange à dos marron (Poecile rufescens)                                                                               |
|  | |
|  | Mésange à tête brune (Poecile hudsonicus)                                                                              |
|  | |

|  | Mésange à dos marron (Poecile rufescens)  |
|  |                                           |
|  | Mésange à tête brune (Poecile hudsonicus) |
|  |                                           |

|  | Mésange de Caroline (Poecile carolinensis)                                                                          |
|  | |
|  | \| \| Mésange à tête noire (Poecile atricapillus) \| \| \| \| \| \| Mésange de Gambel (Poecile gambeli) \| \| \| \| |
|  | |
|  | Mésange à tête noire (Poecile atricapillus)                                                                         |
|  | |
|  | Mésange de Gambel (Poecile gambeli)                                                                                 |
|  | |

|  | Mésange à tête noire (Poecile atricapillus) |
|  |                                             |
|  | Mésange de Gambel (Poecile gambeli)         |
|  |                                             |

|  | Mésange de Caroline (Poecile carolinensis)                                                                          |
|  | |
|  | \| \| Mésange à tête noire (Poecile atricapillus) \| \| \| \| \| \| Mésange de Gambel (Poecile gambeli) \| \| \| \| |
|  | |
|  | Mésange à tête noire (Poecile atricapillus)                                                                         |
|  | |
|  | Mésange de Gambel (Poecile gambeli)                                                                                 |
|  | |

|  | Mésange à tête noire (Poecile atricapillus) |
|  |                                             |
|  | Mésange de Gambel (Poecile gambeli)         |
|  |                                             |

|  | Mésange de Caroline (Poecile carolinensis)                                                                          |
|  | |
|  | \| \| Mésange à tête noire (Poecile atricapillus) \| \| \| \| \| \| Mésange de Gambel (Poecile gambeli) \| \| \| \| |
|  | |
|  | Mésange à tête noire (Poecile atricapillus)                                                                         |
|  | |
|  | Mésange de Gambel (Poecile gambeli)                                                                                 |
|  | |

|  | Mésange à tête noire (Poecile atricapillus) |
|  |                                             |
|  | Mésange de Gambel (Poecile gambeli)         |
|  |                                             |

|  | Mésange de Caroline (Poecile carolinensis)                                                                          |
|  | |
|  | \| \| Mésange à tête noire (Poecile atricapillus) \| \| \| \| \| \| Mésange de Gambel (Poecile gambeli) \| \| \| \| |
|  | |
|  | Mésange à tête noire (Poecile atricapillus)                                                                         |
|  | |
|  | Mésange de Gambel (Poecile gambeli)                                                                                 |
|  | |

|  | Mésange à tête noire (Poecile atricapillus) |
|  |                                             |
|  | Mésange de Gambel (Poecile gambeli)         |
|  |                                             |

|  | Mésange à bavette (Poecile hypermelaenus) |
|  |                                           |
|  | Mésange nonnette (Poecile palustris)      |
|  |                                           |

|  | Mésange de Weigold (Poecile weigoldicus)                                                                 |
|  | |
|  | \| \| Mésange d'Iran (Poecile hyrcanus) \| \| \| \| \| \| Mésange boréale (Poecile montanus) \| \| \| \| |
|  | |
|  | Mésange d'Iran (Poecile hyrcanus)                                                                        |
|  | |
|  | Mésange boréale (Poecile montanus)                                                                       |
|  | |

|  | Mésange d'Iran (Poecile hyrcanus)  |
|  |                                    |
|  | Mésange boréale (Poecile montanus) |
|  |                                    |

|  | Mésange à bavette (Poecile hypermelaenus) |
|  |                                           |
|  | Mésange nonnette (Poecile palustris)      |
|  |                                           |

|  | Mésange de Weigold (Poecile weigoldicus)                                                                 |
|  | |
|  | \| \| Mésange d'Iran (Poecile hyrcanus) \| \| \| \| \| \| Mésange boréale (Poecile montanus) \| \| \| \| |
|  | |
|  | Mésange d'Iran (Poecile hyrcanus)                                                                        |
|  | |
|  | Mésange boréale (Poecile montanus)                                                                       |
|  | |

|  | Mésange d'Iran (Poecile hyrcanus)  |
|  |                                    |
|  | Mésange boréale (Poecile montanus) |
|  |                                    |

|  | Mésange à bavette (Poecile hypermelaenus) |
|  |                                           |
|  | Mésange nonnette (Poecile palustris)      |
|  |                                           |

|  | Mésange de Weigold (Poecile weigoldicus)                                                                 |
|  | |
|  | \| \| Mésange d'Iran (Poecile hyrcanus) \| \| \| \| \| \| Mésange boréale (Poecile montanus) \| \| \| \| |
|  | |
|  | Mésange d'Iran (Poecile hyrcanus)                                                                        |
|  | |
|  | Mésange boréale (Poecile montanus)                                                                       |
|  | |

|  | Mésange d'Iran (Poecile hyrcanus)  |
|  |                                    |
|  | Mésange boréale (Poecile montanus) |
|  |                                    |

|  | Mésange à bavette (Poecile hypermelaenus) |
|  |                                           |
|  | Mésange nonnette (Poecile palustris)      |
|  |                                           |

|  | Mésange de Weigold (Poecile weigoldicus)                                                                 |
|  | |
|  | \| \| Mésange d'Iran (Poecile hyrcanus) \| \| \| \| \| \| Mésange boréale (Poecile montanus) \| \| \| \| |
|  | |
|  | Mésange d'Iran (Poecile hyrcanus)                                                                        |
|  | |
|  | Mésange boréale (Poecile montanus)                                                                       |
|  | |

|  | Mésange d'Iran (Poecile hyrcanus)  |
|  |                                    |
|  | Mésange boréale (Poecile montanus) |
|  |                                    |

|  | Mésange à sourcils blancs (Poecile superciliosus) |
|  |                                                   |
|  | Mésange lugubre (Poecile lugubris)                |
|  |                                                   |

|  | Mésange lapone (Poecile cinctus)                                                                                       |
|  | |
|  | \| \| Mésange à dos marron (Poecile rufescens) \| \| \| \| \| \| Mésange à tête brune (Poecile hudsonicus) \| \| \| \| |
|  | |
|  | Mésange à dos marron (Poecile rufescens)                                                                               |
|  | |
|  | Mésange à tête brune (Poecile hudsonicus)                                                                              |
|  | |

|  | Mésange à dos marron (Poecile rufescens)  |
|  |                                           |
|  | Mésange à tête brune (Poecile hudsonicus) |
|  |                                           |

|  | Mésange de Caroline (Poecile carolinensis)                                                                          |
|  | |
|  | \| \| Mésange à tête noire (Poecile atricapillus) \| \| \| \| \| \| Mésange de Gambel (Poecile gambeli) \| \| \| \| |
|  | |
|  | Mésange à tête noire (Poecile atricapillus)                                                                         |
|  | |
|  | Mésange de Gambel (Poecile gambeli)                                                                                 |
|  | |

|  | Mésange à tête noire (Poecile atricapillus) |
|  |                                             |
|  | Mésange de Gambel (Poecile gambeli)         |
|  |                                             |

|  | Mésange de Caroline (Poecile carolinensis)                                                                          |
|  | |
|  | \| \| Mésange à tête noire (Poecile atricapillus) \| \| \| \| \| \| Mésange de Gambel (Poecile gambeli) \| \| \| \| |
|  | |
|  | Mésange à tête noire (Poecile atricapillus)                                                                         |
|  | |
|  | Mésange de Gambel (Poecile gambeli)                                                                                 |
|  | |

|  | Mésange à tête noire (Poecile atricapillus) |
|  |                                             |
|  | Mésange de Gambel (Poecile gambeli)         |
|  |                                             |

|  | Mésange de Caroline (Poecile carolinensis)                                                                          |
|  | |
|  | \| \| Mésange à tête noire (Poecile atricapillus) \| \| \| \| \| \| Mésange de Gambel (Poecile gambeli) \| \| \| \| |
|  | |
|  | Mésange à tête noire (Poecile atricapillus)                                                                         |
|  | |
|  | Mésange de Gambel (Poecile gambeli)                                                                                 |
|  | |

|  | Mésange à tête noire (Poecile atricapillus) |
|  |                                             |
|  | Mésange de Gambel (Poecile gambeli)         |
|  |                                             |

|  | Mésange de Caroline (Poecile carolinensis)                                                                          |
|  | |
|  | \| \| Mésange à tête noire (Poecile atricapillus) \| \| \| \| \| \| Mésange de Gambel (Poecile gambeli) \| \| \| \| |
|  | |
|  | Mésange à tête noire (Poecile atricapillus)                                                                         |
|  | |
|  | Mésange de Gambel (Poecile gambeli)                                                                                 |
|  | |

|  | Mésange à tête noire (Poecile atricapillus) |
|  |                                             |
|  | Mésange de Gambel (Poecile gambeli)         |
|  |                                             |

|  | Mésange lapone (Poecile cinctus)                                                                                       |
|  | |
|  | \| \| Mésange à dos marron (Poecile rufescens) \| \| \| \| \| \| Mésange à tête brune (Poecile hudsonicus) \| \| \| \| |
|  | |
|  | Mésange à dos marron (Poecile rufescens)                                                                               |
|  | |
|  | Mésange à tête brune (Poecile hudsonicus)                                                                              |
|  | |

|  | Mésange à dos marron (Poecile rufescens)  |
|  |                                           |
|  | Mésange à tête brune (Poecile hudsonicus) |
|  |                                           |

|  | Mésange de Caroline (Poecile carolinensis)                                                                          |
|  | |
|  | \| \| Mésange à tête noire (Poecile atricapillus) \| \| \| \| \| \| Mésange de Gambel (Poecile gambeli) \| \| \| \| |
|  | |
|  | Mésange à tête noire (Poecile atricapillus)                                                                         |
|  | |
|  | Mésange de Gambel (Poecile gambeli)                                                                                 |
|  | |

|  | Mésange à tête noire (Poecile atricapillus) |
|  |                                             |
|  | Mésange de Gambel (Poecile gambeli)         |
|  |                                             |

|  | Mésange de Caroline (Poecile carolinensis)                                                                          |
|  | |
|  | \| \| Mésange à tête noire (Poecile atricapillus) \| \| \| \| \| \| Mésange de Gambel (Poecile gambeli) \| \| \| \| |
|  | |
|  | Mésange à tête noire (Poecile atricapillus)                                                                         |
|  | |
|  | Mésange de Gambel (Poecile gambeli)                                                                                 |
|  | |

|  | Mésange à tête noire (Poecile atricapillus) |
|  |                                             |
|  | Mésange de Gambel (Poecile gambeli)         |
|  |                                             |

|  | Mésange de Caroline (Poecile carolinensis)                                                                          |
|  | |
|  | \| \| Mésange à tête noire (Poecile atricapillus) \| \| \| \| \| \| Mésange de Gambel (Poecile gambeli) \| \| \| \| |
|  | |
|  | Mésange à tête noire (Poecile atricapillus)                                                                         |
|  | |
|  | Mésange de Gambel (Poecile gambeli)                                                                                 |
|  | |

|  | Mésange à tête noire (Poecile atricapillus) |
|  |                                             |
|  | Mésange de Gambel (Poecile gambeli)         |
|  |                                             |

|  | Mésange de Caroline (Poecile carolinensis)                                                                          |
|  | |
|  | \| \| Mésange à tête noire (Poecile atricapillus) \| \| \| \| \| \| Mésange de Gambel (Poecile gambeli) \| \| \| \| |
|  | |
|  | Mésange à tête noire (Poecile atricapillus)                                                                         |
|  | |
|  | Mésange de Gambel (Poecile gambeli)                                                                                 |
|  | |

|  | Mésange à tête noire (Poecile atricapillus) |
|  |                                             |
|  | Mésange de Gambel (Poecile gambeli)         |
|  |                                             |

|  | Mésange à bavette (Poecile hypermelaenus) |
|  |                                           |
|  | Mésange nonnette (Poecile palustris)      |
|  |                                           |

|  | Mésange de Weigold (Poecile weigoldicus)                                                                 |
|  | |
|  | \| \| Mésange d'Iran (Poecile hyrcanus) \| \| \| \| \| \| Mésange boréale (Poecile montanus) \| \| \| \| |
|  | |
|  | Mésange d'Iran (Poecile hyrcanus)                                                                        |
|  | |
|  | Mésange boréale (Poecile montanus)                                                                       |
|  | |

|  | Mésange d'Iran (Poecile hyrcanus)  |
|  |                                    |
|  | Mésange boréale (Poecile montanus) |
|  |                                    |

|  | Mésange à bavette (Poecile hypermelaenus) |
|  |                                           |
|  | Mésange nonnette (Poecile palustris)      |
|  |                                           |

|  | Mésange de Weigold (Poecile weigoldicus)                                                                 |
|  | |
|  | \| \| Mésange d'Iran (Poecile hyrcanus) \| \| \| \| \| \| Mésange boréale (Poecile montanus) \| \| \| \| |
|  | |
|  | Mésange d'Iran (Poecile hyrcanus)                                                                        |
|  | |
|  | Mésange boréale (Poecile montanus)                                                                       |
|  | |

|  | Mésange d'Iran (Poecile hyrcanus)  |
|  |                                    |
|  | Mésange boréale (Poecile montanus) |
|  |                                    |

|  | Mésange à bavette (Poecile hypermelaenus) |
|  |                                           |
|  | Mésange nonnette (Poecile palustris)      |
|  |                                           |

|  | Mésange de Weigold (Poecile weigoldicus)                                                                 |
|  | |
|  | \| \| Mésange d'Iran (Poecile hyrcanus) \| \| \| \| \| \| Mésange boréale (Poecile montanus) \| \| \| \| |
|  | |
|  | Mésange d'Iran (Poecile hyrcanus)                                                                        |
|  | |
|  | Mésange boréale (Poecile montanus)                                                                       |
|  | |

|  | Mésange d'Iran (Poecile hyrcanus)  |
|  |                                    |
|  | Mésange boréale (Poecile montanus) |
|  |                                    |

|  | Mésange à bavette (Poecile hypermelaenus) |
|  |                                           |
|  | Mésange nonnette (Poecile palustris)      |
|  |                                           |

|  | Mésange de Weigold (Poecile weigoldicus)                                                                 |
|  | |
|  | \| \| Mésange d'Iran (Poecile hyrcanus) \| \| \| \| \| \| Mésange boréale (Poecile montanus) \| \| \| \| |
|  | |
|  | Mésange d'Iran (Poecile hyrcanus)                                                                        |
|  | |
|  | Mésange boréale (Poecile montanus)                                                                       |
|  | |

|  | Mésange d'Iran (Poecile hyrcanus)  |
|  |                                    |
|  | Mésange boréale (Poecile montanus) |
|  |                                    |

|  | Mésange lapone (Poecile cinctus)                                                                                       |
|  | |
|  | \| \| Mésange à dos marron (Poecile rufescens) \| \| \| \| \| \| Mésange à tête brune (Poecile hudsonicus) \| \| \| \| |
|  | |
|  | Mésange à dos marron (Poecile rufescens)                                                                               |
|  | |
|  | Mésange à tête brune (Poecile hudsonicus)                                                                              |
|  | |

|  | Mésange à dos marron (Poecile rufescens)  |
|  |                                           |
|  | Mésange à tête brune (Poecile hudsonicus) |
|  |                                           |

|  | Mésange de Caroline (Poecile carolinensis)                                                                          |
|  | |
|  | \| \| Mésange à tête noire (Poecile atricapillus) \| \| \| \| \| \| Mésange de Gambel (Poecile gambeli) \| \| \| \| |
|  | |
|  | Mésange à tête noire (Poecile atricapillus)                                                                         |
|  | |
|  | Mésange de Gambel (Poecile gambeli)                                                                                 |
|  | |

|  | Mésange à tête noire (Poecile atricapillus) |
|  |                                             |
|  | Mésange de Gambel (Poecile gambeli)         |
|  |                                             |

|  | Mésange de Caroline (Poecile carolinensis)                                                                          |
|  | |
|  | \| \| Mésange à tête noire (Poecile atricapillus) \| \| \| \| \| \| Mésange de Gambel (Poecile gambeli) \| \| \| \| |
|  | |
|  | Mésange à tête noire (Poecile atricapillus)                                                                         |
|  | |
|  | Mésange de Gambel (Poecile gambeli)                                                                                 |
|  | |

|  | Mésange à tête noire (Poecile atricapillus) |
|  |                                             |
|  | Mésange de Gambel (Poecile gambeli)         |
|  |                                             |

|  | Mésange de Caroline (Poecile carolinensis)                                                                          |
|  | |
|  | \| \| Mésange à tête noire (Poecile atricapillus) \| \| \| \| \| \| Mésange de Gambel (Poecile gambeli) \| \| \| \| |
|  | |
|  | Mésange à tête noire (Poecile atricapillus)                                                                         |
|  | |
|  | Mésange de Gambel (Poecile gambeli)                                                                                 |
|  | |

|  | Mésange à tête noire (Poecile atricapillus) |
|  |                                             |
|  | Mésange de Gambel (Poecile gambeli)         |
|  |                                             |

|  | Mésange de Caroline (Poecile carolinensis)                                                                          |
|  | |
|  | \| \| Mésange à tête noire (Poecile atricapillus) \| \| \| \| \| \| Mésange de Gambel (Poecile gambeli) \| \| \| \| |
|  | |
|  | Mésange à tête noire (Poecile atricapillus)                                                                         |
|  | |
|  | Mésange de Gambel (Poecile gambeli)                                                                                 |
|  | |

|  | Mésange à tête noire (Poecile atricapillus) |
|  |                                             |
|  | Mésange de Gambel (Poecile gambeli)         |
|  |                                             |

|  | Mésange lapone (Poecile cinctus)                                                                                       |
|  | |
|  | \| \| Mésange à dos marron (Poecile rufescens) \| \| \| \| \| \| Mésange à tête brune (Poecile hudsonicus) \| \| \| \| |
|  | |
|  | Mésange à dos marron (Poecile rufescens)                                                                               |
|  | |
|  | Mésange à tête brune (Poecile hudsonicus)                                                                              |
|  | |

|  | Mésange à dos marron (Poecile rufescens)  |
|  |                                           |
|  | Mésange à tête brune (Poecile hudsonicus) |
|  |                                           |

|  | Mésange de Caroline (Poecile carolinensis)                                                                          |
|  | |
|  | \| \| Mésange à tête noire (Poecile atricapillus) \| \| \| \| \| \| Mésange de Gambel (Poecile gambeli) \| \| \| \| |
|  | |
|  | Mésange à tête noire (Poecile atricapillus)                                                                         |
|  | |
|  | Mésange de Gambel (Poecile gambeli)                                                                                 |
|  | |

|  | Mésange à tête noire (Poecile atricapillus) |
|  |                                             |
|  | Mésange de Gambel (Poecile gambeli)         |
|  |                                             |

|  | Mésange de Caroline (Poecile carolinensis)                                                                          |
|  | |
|  | \| \| Mésange à tête noire (Poecile atricapillus) \| \| \| \| \| \| Mésange de Gambel (Poecile gambeli) \| \| \| \| |
|  | |
|  | Mésange à tête noire (Poecile atricapillus)                                                                         |
|  | |
|  | Mésange de Gambel (Poecile gambeli)                                                                                 |
|  | |

|  | Mésange à tête noire (Poecile atricapillus) |
|  |                                             |
|  | Mésange de Gambel (Poecile gambeli)         |
|  |                                             |

|  | Mésange de Caroline (Poecile carolinensis)                                                                          |
|  | |
|  | \| \| Mésange à tête noire (Poecile atricapillus) \| \| \| \| \| \| Mésange de Gambel (Poecile gambeli) \| \| \| \| |
|  | |
|  | Mésange à tête noire (Poecile atricapillus)                                                                         |
|  | |
|  | Mésange de Gambel (Poecile gambeli)                                                                                 |
|  | |

|  | Mésange à tête noire (Poecile atricapillus) |
|  |                                             |
|  | Mésange de Gambel (Poecile gambeli)         |
|  |                                             |

|  | Mésange de Caroline (Poecile carolinensis)                                                                          |
|  | |
|  | \| \| Mésange à tête noire (Poecile atricapillus) \| \| \| \| \| \| Mésange de Gambel (Poecile gambeli) \| \| \| \| |
|  | |
|  | Mésange à tête noire (Poecile atricapillus)                                                                         |
|  | |
|  | Mésange de Gambel (Poecile gambeli)                                                                                 |
|  | |

|  | Mésange à tête noire (Poecile atricapillus) |
|  |                                             |
|  | Mésange de Gambel (Poecile gambeli)         |
|  |                                             |

|  | Mésange à bavette (Poecile hypermelaenus) |
|  |                                           |
|  | Mésange nonnette (Poecile palustris)      |
|  |                                           |

|  | Mésange de Weigold (Poecile weigoldicus)                                                                 |
|  | |
|  | \| \| Mésange d'Iran (Poecile hyrcanus) \| \| \| \| \| \| Mésange boréale (Poecile montanus) \| \| \| \| |
|  | |
|  | Mésange d'Iran (Poecile hyrcanus)                                                                        |
|  | |
|  | Mésange boréale (Poecile montanus)                                                                       |
|  | |

|  | Mésange d'Iran (Poecile hyrcanus)  |
|  |                                    |
|  | Mésange boréale (Poecile montanus) |
|  |                                    |

|  | Mésange à bavette (Poecile hypermelaenus) |
|  |                                           |
|  | Mésange nonnette (Poecile palustris)      |
|  |                                           |

|  | Mésange de Weigold (Poecile weigoldicus)                                                                 |
|  | |
|  | \| \| Mésange d'Iran (Poecile hyrcanus) \| \| \| \| \| \| Mésange boréale (Poecile montanus) \| \| \| \| |
|  | |
|  | Mésange d'Iran (Poecile hyrcanus)                                                                        |
|  | |
|  | Mésange boréale (Poecile montanus)                                                                       |
|  | |

|  | Mésange d'Iran (Poecile hyrcanus)  |
|  |                                    |
|  | Mésange boréale (Poecile montanus) |
|  |                                    |

|  | Mésange à bavette (Poecile hypermelaenus) |
|  |                                           |
|  | Mésange nonnette (Poecile palustris)      |
|  |                                           |

|  | Mésange de Weigold (Poecile weigoldicus)                                                                 |
|  | |
|  | \| \| Mésange d'Iran (Poecile hyrcanus) \| \| \| \| \| \| Mésange boréale (Poecile montanus) \| \| \| \| |
|  | |
|  | Mésange d'Iran (Poecile hyrcanus)                                                                        |
|  | |
|  | Mésange boréale (Poecile montanus)                                                                       |
|  | |

|  | Mésange d'Iran (Poecile hyrcanus)  |
|  |                                    |
|  | Mésange boréale (Poecile montanus) |
|  |                                    |

|  | Mésange à bavette (Poecile hypermelaenus) |
|  |                                           |
|  | Mésange nonnette (Poecile palustris)      |
|  |                                           |

|  | Mésange de Weigold (Poecile weigoldicus)                                                                 |
|  | |
|  | \| \| Mésange d'Iran (Poecile hyrcanus) \| \| \| \| \| \| Mésange boréale (Poecile montanus) \| \| \| \| |
|  | |
|  | Mésange d'Iran (Poecile hyrcanus)                                                                        |
|  | |
|  | Mésange boréale (Poecile montanus)                                                                       |
|  | |

|  | Mésange d'Iran (Poecile hyrcanus)  |
|  |                                    |
|  | Mésange boréale (Poecile montanus) |
|  |                                    |

|  | Mésange à sourcils blancs (Poecile superciliosus) |
|  |                                                   |
|  | Mésange lugubre (Poecile lugubris)                |
|  |                                                   |

|  | Mésange lapone (Poecile cinctus)                                                                                       |
|  | |
|  | \| \| Mésange à dos marron (Poecile rufescens) \| \| \| \| \| \| Mésange à tête brune (Poecile hudsonicus) \| \| \| \| |
|  | |
|  | Mésange à dos marron (Poecile rufescens)                                                                               |
|  | |
|  | Mésange à tête brune (Poecile hudsonicus)                                                                              |
|  | |

|  | Mésange à dos marron (Poecile rufescens)  |
|  |                                           |
|  | Mésange à tête brune (Poecile hudsonicus) |
|  |                                           |

|  | Mésange de Caroline (Poecile carolinensis)                                                                          |
|  | |
|  | \| \| Mésange à tête noire (Poecile atricapillus) \| \| \| \| \| \| Mésange de Gambel (Poecile gambeli) \| \| \| \| |
|  | |
|  | Mésange à tête noire (Poecile atricapillus)                                                                         |
|  | |
|  | Mésange de Gambel (Poecile gambeli)                                                                                 |
|  | |

|  | Mésange à tête noire (Poecile atricapillus) |
|  |                                             |
|  | Mésange de Gambel (Poecile gambeli)         |
|  |                                             |

|  | Mésange de Caroline (Poecile carolinensis)                                                                          |
|  | |
|  | \| \| Mésange à tête noire (Poecile atricapillus) \| \| \| \| \| \| Mésange de Gambel (Poecile gambeli) \| \| \| \| |
|  | |
|  | Mésange à tête noire (Poecile atricapillus)                                                                         |
|  | |
|  | Mésange de Gambel (Poecile gambeli)                                                                                 |
|  | |

|  | Mésange à tête noire (Poecile atricapillus) |
|  |                                             |
|  | Mésange de Gambel (Poecile gambeli)         |
|  |                                             |

|  | Mésange de Caroline (Poecile carolinensis)                                                                          |
|  | |
|  | \| \| Mésange à tête noire (Poecile atricapillus) \| \| \| \| \| \| Mésange de Gambel (Poecile gambeli) \| \| \| \| |
|  | |
|  | Mésange à tête noire (Poecile atricapillus)                                                                         |
|  | |
|  | Mésange de Gambel (Poecile gambeli)                                                                                 |
|  | |

|  | Mésange à tête noire (Poecile atricapillus) |
|  |                                             |
|  | Mésange de Gambel (Poecile gambeli)         |
|  |                                             |

|  | Mésange de Caroline (Poecile carolinensis)                                                                          |
|  | |
|  | \| \| Mésange à tête noire (Poecile atricapillus) \| \| \| \| \| \| Mésange de Gambel (Poecile gambeli) \| \| \| \| |
|  | |
|  | Mésange à tête noire (Poecile atricapillus)                                                                         |
|  | |
|  | Mésange de Gambel (Poecile gambeli)                                                                                 |
|  | |

|  | Mésange à tête noire (Poecile atricapillus) |
|  |                                             |
|  | Mésange de Gambel (Poecile gambeli)         |
|  |                                             |

|  | Mésange lapone (Poecile cinctus)                                                                                       |
|  | |
|  | \| \| Mésange à dos marron (Poecile rufescens) \| \| \| \| \| \| Mésange à tête brune (Poecile hudsonicus) \| \| \| \| |
|  | |
|  | Mésange à dos marron (Poecile rufescens)                                                                               |
|  | |
|  | Mésange à tête brune (Poecile hudsonicus)                                                                              |
|  | |

|  | Mésange à dos marron (Poecile rufescens)  |
|  |                                           |
|  | Mésange à tête brune (Poecile hudsonicus) |
|  |                                           |

|  | Mésange de Caroline (Poecile carolinensis)                                                                          |
|  | |
|  | \| \| Mésange à tête noire (Poecile atricapillus) \| \| \| \| \| \| Mésange de Gambel (Poecile gambeli) \| \| \| \| |
|  | |
|  | Mésange à tête noire (Poecile atricapillus)                                                                         |
|  | |
|  | Mésange de Gambel (Poecile gambeli)                                                                                 |
|  | |

|  | Mésange à tête noire (Poecile atricapillus) |
|  |                                             |
|  | Mésange de Gambel (Poecile gambeli)         |
|  |                                             |

|  | Mésange de Caroline (Poecile carolinensis)                                                                          |
|  | |
|  | \| \| Mésange à tête noire (Poecile atricapillus) \| \| \| \| \| \| Mésange de Gambel (Poecile gambeli) \| \| \| \| |
|  | |
|  | Mésange à tête noire (Poecile atricapillus)                                                                         |
|  | |
|  | Mésange de Gambel (Poecile gambeli)                                                                                 |
|  | |

|  | Mésange à tête noire (Poecile atricapillus) |
|  |                                             |
|  | Mésange de Gambel (Poecile gambeli)         |
|  |                                             |

|  | Mésange de Caroline (Poecile carolinensis)                                                                          |
|  | |
|  | \| \| Mésange à tête noire (Poecile atricapillus) \| \| \| \| \| \| Mésange de Gambel (Poecile gambeli) \| \| \| \| |
|  | |
|  | Mésange à tête noire (Poecile atricapillus)                                                                         |
|  | |
|  | Mésange de Gambel (Poecile gambeli)                                                                                 |
|  | |

|  | Mésange à tête noire (Poecile atricapillus) |
|  |                                             |
|  | Mésange de Gambel (Poecile gambeli)         |
|  |                                             |

|  | Mésange de Caroline (Poecile carolinensis)                                                                          |
|  | |
|  | \| \| Mésange à tête noire (Poecile atricapillus) \| \| \| \| \| \| Mésange de Gambel (Poecile gambeli) \| \| \| \| |
|  | |
|  | Mésange à tête noire (Poecile atricapillus)                                                                         |
|  | |
|  | Mésange de Gambel (Poecile gambeli)                                                                                 |
|  | |

|  | Mésange à tête noire (Poecile atricapillus) |
|  |                                             |
|  | Mésange de Gambel (Poecile gambeli)         |
|  |                                             |

|  | Mésange à bavette (Poecile hypermelaenus) |
|  |                                           |
|  | Mésange nonnette (Poecile palustris)      |
|  |                                           |

|  | Mésange de Weigold (Poecile weigoldicus)                                                                 |
|  | |
|  | \| \| Mésange d'Iran (Poecile hyrcanus) \| \| \| \| \| \| Mésange boréale (Poecile montanus) \| \| \| \| |
|  | |
|  | Mésange d'Iran (Poecile hyrcanus)                                                                        |
|  | |
|  | Mésange boréale (Poecile montanus)                                                                       |
|  | |

|  | Mésange d'Iran (Poecile hyrcanus)  |
|  |                                    |
|  | Mésange boréale (Poecile montanus) |
|  |                                    |

|  | Mésange à bavette (Poecile hypermelaenus) |
|  |                                           |
|  | Mésange nonnette (Poecile palustris)      |
|  |                                           |

|  | Mésange de Weigold (Poecile weigoldicus)                                                                 |
|  | |
|  | \| \| Mésange d'Iran (Poecile hyrcanus) \| \| \| \| \| \| Mésange boréale (Poecile montanus) \| \| \| \| |
|  | |
|  | Mésange d'Iran (Poecile hyrcanus)                                                                        |
|  | |
|  | Mésange boréale (Poecile montanus)                                                                       |
|  | |

|  | Mésange d'Iran (Poecile hyrcanus)  |
|  |                                    |
|  | Mésange boréale (Poecile montanus) |
|  |                                    |

|  | Mésange à bavette (Poecile hypermelaenus) |
|  |                                           |
|  | Mésange nonnette (Poecile palustris)      |
|  |                                           |

|  | Mésange de Weigold (Poecile weigoldicus)                                                                 |
|  | |
|  | \| \| Mésange d'Iran (Poecile hyrcanus) \| \| \| \| \| \| Mésange boréale (Poecile montanus) \| \| \| \| |
|  | |
|  | Mésange d'Iran (Poecile hyrcanus)                                                                        |
|  | |
|  | Mésange boréale (Poecile montanus)                                                                       |
|  | |

|  | Mésange d'Iran (Poecile hyrcanus)  |
|  |                                    |
|  | Mésange boréale (Poecile montanus) |
|  |                                    |

|  | Mésange à bavette (Poecile hypermelaenus) |
|  |                                           |
|  | Mésange nonnette (Poecile palustris)      |
|  |                                           |

|  | Mésange de Weigold (Poecile weigoldicus)                                                                 |
|  | |
|  | \| \| Mésange d'Iran (Poecile hyrcanus) \| \| \| \| \| \| Mésange boréale (Poecile montanus) \| \| \| \| |
|  | |
|  | Mésange d'Iran (Poecile hyrcanus)                                                                        |
|  | |
|  | Mésange boréale (Poecile montanus)                                                                       |
|  | |

|  | Mésange d'Iran (Poecile hyrcanus)  |
|  |                                    |
|  | Mésange boréale (Poecile montanus) |
|  |                                    |

|  | Mésange lapone (Poecile cinctus)                                                                                       |
|  | |
|  | \| \| Mésange à dos marron (Poecile rufescens) \| \| \| \| \| \| Mésange à tête brune (Poecile hudsonicus) \| \| \| \| |
|  | |
|  | Mésange à dos marron (Poecile rufescens)                                                                               |
|  | |
|  | Mésange à tête brune (Poecile hudsonicus)                                                                              |
|  | |

|  | Mésange à dos marron (Poecile rufescens)  |
|  |                                           |
|  | Mésange à tête brune (Poecile hudsonicus) |
|  |                                           |

|  | Mésange de Caroline (Poecile carolinensis)                                                                          |
|  | |
|  | \| \| Mésange à tête noire (Poecile atricapillus) \| \| \| \| \| \| Mésange de Gambel (Poecile gambeli) \| \| \| \| |
|  | |
|  | Mésange à tête noire (Poecile atricapillus)                                                                         |
|  | |
|  | Mésange de Gambel (Poecile gambeli)                                                                                 |
|  | |

|  | Mésange à tête noire (Poecile atricapillus) |
|  |                                             |
|  | Mésange de Gambel (Poecile gambeli)         |
|  |                                             |

|  | Mésange de Caroline (Poecile carolinensis)                                                                          |
|  | |
|  | \| \| Mésange à tête noire (Poecile atricapillus) \| \| \| \| \| \| Mésange de Gambel (Poecile gambeli) \| \| \| \| |
|  | |
|  | Mésange à tête noire (Poecile atricapillus)                                                                         |
|  | |
|  | Mésange de Gambel (Poecile gambeli)                                                                                 |
|  | |

|  | Mésange à tête noire (Poecile atricapillus) |
|  |                                             |
|  | Mésange de Gambel (Poecile gambeli)         |
|  |                                             |

|  | Mésange de Caroline (Poecile carolinensis)                                                                          |
|  | |
|  | \| \| Mésange à tête noire (Poecile atricapillus) \| \| \| \| \| \| Mésange de Gambel (Poecile gambeli) \| \| \| \| |
|  | |
|  | Mésange à tête noire (Poecile atricapillus)                                                                         |
|  | |
|  | Mésange de Gambel (Poecile gambeli)                                                                                 |
|  | |

|  | Mésange à tête noire (Poecile atricapillus) |
|  |                                             |
|  | Mésange de Gambel (Poecile gambeli)         |
|  |                                             |

|  | Mésange de Caroline (Poecile carolinensis)                                                                          |
|  | |
|  | \| \| Mésange à tête noire (Poecile atricapillus) \| \| \| \| \| \| Mésange de Gambel (Poecile gambeli) \| \| \| \| |
|  | |
|  | Mésange à tête noire (Poecile atricapillus)                                                                         |
|  | |
|  | Mésange de Gambel (Poecile gambeli)                                                                                 |
|  | |

|  | Mésange à tête noire (Poecile atricapillus) |
|  |                                             |
|  | Mésange de Gambel (Poecile gambeli)         |
|  |                                             |

|  | Mésange lapone (Poecile cinctus)                                                                                       |
|  | |
|  | \| \| Mésange à dos marron (Poecile rufescens) \| \| \| \| \| \| Mésange à tête brune (Poecile hudsonicus) \| \| \| \| |
|  | |
|  | Mésange à dos marron (Poecile rufescens)                                                                               |
|  | |
|  | Mésange à tête brune (Poecile hudsonicus)                                                                              |
|  | |

|  | Mésange à dos marron (Poecile rufescens)  |
|  |                                           |
|  | Mésange à tête brune (Poecile hudsonicus) |
|  |                                           |

|  | Mésange de Caroline (Poecile carolinensis)                                                                          |
|  | |
|  | \| \| Mésange à tête noire (Poecile atricapillus) \| \| \| \| \| \| Mésange de Gambel (Poecile gambeli) \| \| \| \| |
|  | |
|  | Mésange à tête noire (Poecile atricapillus)                                                                         |
|  | |
|  | Mésange de Gambel (Poecile gambeli)                                                                                 |
|  | |

|  | Mésange à tête noire (Poecile atricapillus) |
|  |                                             |
|  | Mésange de Gambel (Poecile gambeli)         |
|  |                                             |

|  | Mésange de Caroline (Poecile carolinensis)                                                                          |
|  | |
|  | \| \| Mésange à tête noire (Poecile atricapillus) \| \| \| \| \| \| Mésange de Gambel (Poecile gambeli) \| \| \| \| |
|  | |
|  | Mésange à tête noire (Poecile atricapillus)                                                                         |
|  | |
|  | Mésange de Gambel (Poecile gambeli)                                                                                 |
|  | |

|  | Mésange à tête noire (Poecile atricapillus) |
|  |                                             |
|  | Mésange de Gambel (Poecile gambeli)         |
|  |                                             |

|  | Mésange de Caroline (Poecile carolinensis)                                                                          |
|  | |
|  | \| \| Mésange à tête noire (Poecile atricapillus) \| \| \| \| \| \| Mésange de Gambel (Poecile gambeli) \| \| \| \| |
|  | |
|  | Mésange à tête noire (Poecile atricapillus)                                                                         |
|  | |
|  | Mésange de Gambel (Poecile gambeli)                                                                                 |
|  | |

|  | Mésange à tête noire (Poecile atricapillus) |
|  |                                             |
|  | Mésange de Gambel (Poecile gambeli)         |
|  |                                             |

|  | Mésange de Caroline (Poecile carolinensis)                                                                          |
|  | |
|  | \| \| Mésange à tête noire (Poecile atricapillus) \| \| \| \| \| \| Mésange de Gambel (Poecile gambeli) \| \| \| \| |
|  | |
|  | Mésange à tête noire (Poecile atricapillus)                                                                         |
|  | |
|  | Mésange de Gambel (Poecile gambeli)                                                                                 |
|  | |

|  | Mésange à tête noire (Poecile atricapillus) |
|  |                                             |
|  | Mésange de Gambel (Poecile gambeli)         |
|  |                                             |

|  | Mésange à bavette (Poecile hypermelaenus) |
|  |                                           |
|  | Mésange nonnette (Poecile palustris)      |
|  |                                           |

|  | Mésange de Weigold (Poecile weigoldicus)                                                                 |
|  | |
|  | \| \| Mésange d'Iran (Poecile hyrcanus) \| \| \| \| \| \| Mésange boréale (Poecile montanus) \| \| \| \| |
|  | |
|  | Mésange d'Iran (Poecile hyrcanus)                                                                        |
|  | |
|  | Mésange boréale (Poecile montanus)                                                                       |
|  | |

|  | Mésange d'Iran (Poecile hyrcanus)  |
|  |                                    |
|  | Mésange boréale (Poecile montanus) |
|  |                                    |

|  | Mésange à bavette (Poecile hypermelaenus) |
|  |                                           |
|  | Mésange nonnette (Poecile palustris)      |
|  |                                           |

|  | Mésange de Weigold (Poecile weigoldicus)                                                                 |
|  | |
|  | \| \| Mésange d'Iran (Poecile hyrcanus) \| \| \| \| \| \| Mésange boréale (Poecile montanus) \| \| \| \| |
|  | |
|  | Mésange d'Iran (Poecile hyrcanus)                                                                        |
|  | |
|  | Mésange boréale (Poecile montanus)                                                                       |
|  | |

|  | Mésange d'Iran (Poecile hyrcanus)  |
|  |                                    |
|  | Mésange boréale (Poecile montanus) |
|  |                                    |

|  | Mésange à bavette (Poecile hypermelaenus) |
|  |                                           |
|  | Mésange nonnette (Poecile palustris)      |
|  |                                           |

|  | Mésange de Weigold (Poecile weigoldicus)                                                                 |
|  | |
|  | \| \| Mésange d'Iran (Poecile hyrcanus) \| \| \| \| \| \| Mésange boréale (Poecile montanus) \| \| \| \| |
|  | |
|  | Mésange d'Iran (Poecile hyrcanus)                                                                        |
|  | |
|  | Mésange boréale (Poecile montanus)                                                                       |
|  | |

|  | Mésange d'Iran (Poecile hyrcanus)  |
|  |                                    |
|  | Mésange boréale (Poecile montanus) |
|  |                                    |

|  | Mésange à bavette (Poecile hypermelaenus) |
|  |                                           |
|  | Mésange nonnette (Poecile palustris)      |
|  |                                           |

|  | Mésange de Weigold (Poecile weigoldicus)                                                                 |
|  | |
|  | \| \| Mésange d'Iran (Poecile hyrcanus) \| \| \| \| \| \| Mésange boréale (Poecile montanus) \| \| \| \| |
|  | |
|  | Mésange d'Iran (Poecile hyrcanus)                                                                        |
|  | |
|  | Mésange boréale (Poecile montanus)                                                                       |
|  | |

|  | Mésange d'Iran (Poecile hyrcanus)  |
|  |                                    |
|  | Mésange boréale (Poecile montanus) |
|  |                                    |

### Liste des espèces
D'après la classification de référence (version 3.5, 2013) du Congrès ornithologique international (ordre phylogénique) :
- Poecile superciliosus – Mésange à sourcils blancs
- Poecile lugubris – Mésange lugubre
- Poecile davidi – Mésange de David
- Poecile palustris – Mésange nonnette
- Poecile hyrcanus – Mésange d'Iran
- Poecile hypermelaenus – Mésange à bavette
- Poecile montanus – Mésange boréale
- Poecile weigoldicus – Mésange de Weigold
- Poecile carolinensis – Mésange de Caroline
- Poecile atricapillus – Mésange à tête noire
- Poecile gambeli – Mésange de Gambel
- Poecile sclateri – Mésange grise
- Poecile cinctus – Mésange lapone
- Poecile hudsonicus – Mésange à tête brune
- Poecile rufescens – Mésange à dos marron